# Urbain Grandier
Urbain Grandier (Bouère, 1590 – Loudun, 18 agosto 1634) è stato un presbitero francese.

## Biografia
Prete nella diocesi di Poitiers a Loudun, famoso per i suoi rapporti libertini con le suore orsoline e con altre donne della parrocchia, fu dalle prime accusato di stregoneria nel 1632 per il caso dei diavoli di Loudun, dal quale fu tratta l'opera Die Teufel von Loudun di Krzysztof Penderecki.
Sono state formulate diverse ipotesi sui motivi della sua denuncia che vanno dalle gelosie personali, all'isteria collettiva a ragioni di opportunità politica.
Il suo posto venne assegnato al canonico Mignon. Grandier dopo l'arresto venne interrogato e processato da un tribunale ecclesiastico e la causa finì con la sua scarcerazione.
Avendo attaccato pubblicamente il cardinale Richelieu, fu sottoposto ad un nuovo processo, senza potersi appellare al Parlamento di Parigi.
Questa volta venne torturato anche perché furono presentati documenti con la sua firma che lo accusavano di aver stretto un patto con il diavolo, la natura degli stessi non è mai stata chiarita.
Grandier fu ritenuto colpevole e condannato ad essere arso sul rogo il 18 agosto 1634.
È ricordato sia perché fu una delle persone di più elevato rango sociale ad essere condannata per stregoneria, sia perché, nonostante le tremende torture, non ammise la propria colpevolezza.